# Опік (фільм)
«Опік» — український радянський художній фільм режисера Геннадія Глаголєва за мотивами «Записки робочої людини» В. Леоновича, знятий в 1988 році.

## Сюжет
Головний герой фільму - Василь Держаков - кваліфікований робітник. Звиклий до "подвійної моралі" як до норми життя, він піддається на вмовляння коханки Ганни заховати у себе крадені речі, і стає співучасником злочину. Після попереднього ув'язнення Василя випускають з в'язниці. Таким чином саме життя застерегло його від подальших помилок, до яких неминуче ведуть аморальні "норми" існування.

## У ролях
- Олексій Булдаков - Василь Держаков
- Людмила Гурченко - Ганна
- Галина Яцкіна - Лідія
- Валерій Івченко
- Сергій Дубровін
- Ганна Гуляренко - Дуська
- Катерина Зайцева
- Юрій Кузьменко
- Олександр Калугін
- Ігор Шавлак
- Наталія Попова
- Станіслав Лісний - голова профкому
- Володимир Міняйло
- Олена Борзунова
- Сергій Зінченко
- Олександр Ільїн
- Людмила Лобза
- Володимир Наумцев
- Максим Глотов - продавець

## Знімальна група
- Режисер: Геннадій Глаголєв
- Сценарист: Михайло Кураєв
- Композитор: Іварс Вігнерс
- Оператор: Ігор Чепусов

## Нагороди
- Фільм - учасник західноберлінського кінофестивалю 1989 року.
- Приз міжнародного кінофестивалю в м. Хофф (ФРН) 1989 року.